# Аргунови
Аргуно́ви (рос. Аргуновы) — талановита сім'я російських художників — кріпаків графів Шереметьєвих.
Серед них:
- Іван Петрович (1727—†1802) — відомий портретист. Найкращі його твори: портрет графа Толстої, 1768 (Київ, державний музей російського мистецтва), «Портрет невідомої селянки в російському вбранні», 1784 (Третьяковська галерея). Учнями І. П. Аргунова були А. П. Лосенко, К. І. Головачевський;
- Микола Іванович (*1771—п. бл. 1829) — портретист. Син І. П. Аргунова. Вчився у батька. В 1816 звільнений з кріпацтва. У 1818 здобув звання академіка. До найкращих творів належить «Портрет П. І. Жемчугової», 1803 (музей в Кускові, під Москвою).